# NGC 157
NGC 157 est une galaxie spirale intermédiaire de grand style, située dans la constellation de la Baleine. NGC 157 a été découverte par l'astronome germano-britannique William Herschel en 1783.

## Caractéristiques
Sa vitesse par rapport au fond diffus cosmologique est de 1 315 ± 23 km/s, ce qui correspond à une distance de Hubble de 19,4 ± 1,4 Mpc (∼63,3 millions d'al).
À ce jour, une vingtaine de mesures non basées sur le décalage vers le rouge (redshift) donnent une distance de 16,060 ± 4,936 Mpc (∼52,4 millions d'al), ce qui est à l'intérieur des valeurs de la distance de Hubble.
La classe de luminosité de NGC 157 est II-III et elle présente une large raie HI. De plus, elle renferme des régions d'hydrogène ionisé. La luminosité de la NGC 157 dans l'infrarouge lointain (de 40 à 400 µm) est égale à 2,51 × 1010 {\displaystyle L_{\odot }} (1010,40{\displaystyle L_{\odot }}) et sa luminosité totale dans l'infrarouge (de 8 à 1 000 µm) est de 3,31 × 1010 {\displaystyle L_{\odot }} (1010,52{\displaystyle L_{\odot }}).

## Morphologie
NGC 157 a été utilisée par Gérard de Vaucouleurs comme une galaxie de type morphologique SA(s)c dans son atlas des galaxies,. Dans la  bande K infrarouge, NGC 157 présente une barre centrale de 12,5 secondes d'arc dont l'ellipticité maximale est de 0,32. L'angle de position de celle-ci est de 36°.
Eskridge, Frogel et Pogge ont publié un article en 2002 décrivant la morphologie de 205 galaxies spirales ou lenticulaires rapprochées. Les observations ont été réalisées dans la bande H de l'infrarouge et dans la bande B (le bleu). Selon Eskridge et ses collègues, NGC 157 est une galaxie spirale de type SBbc dans la bande B et de type Sbc dans la bande H. Il n'y a aucune barre apparente et c'est une galaxie de grand style. Le bulbe est ovale et les bras commencent aux extrémités de son petit axe. Le bras au sud-ouest est initialement linéaire, puis il s'enroule et bifurque lorsqu'il traverse le grand axe du disque. Ce bras s'estompe après seulement 180 degrés. Le bras au nord-est est très large à la position N.E. et il semble faire un tour complet. Les types optiques de cette galaxie sont SAB(rs)bc (RC3.), Sc(s)II-III (CAG.) et SBbc OSUB. Il s'agit donc d'un rare exemple de galaxie qui apparaît optiquement barrée, mais non barré dans le proche infrarouge.
La forme de « S » formé par ses deux bras l'a fait surnommer la galaxie Superman par certains.

## Supernova
La supernova SN 2009em a été découverte le 5 mai 2009 dans NGC 157 par l'astronome amateur sud africain Berto Monard. Cette supernova était de type Ic.

## Galerie

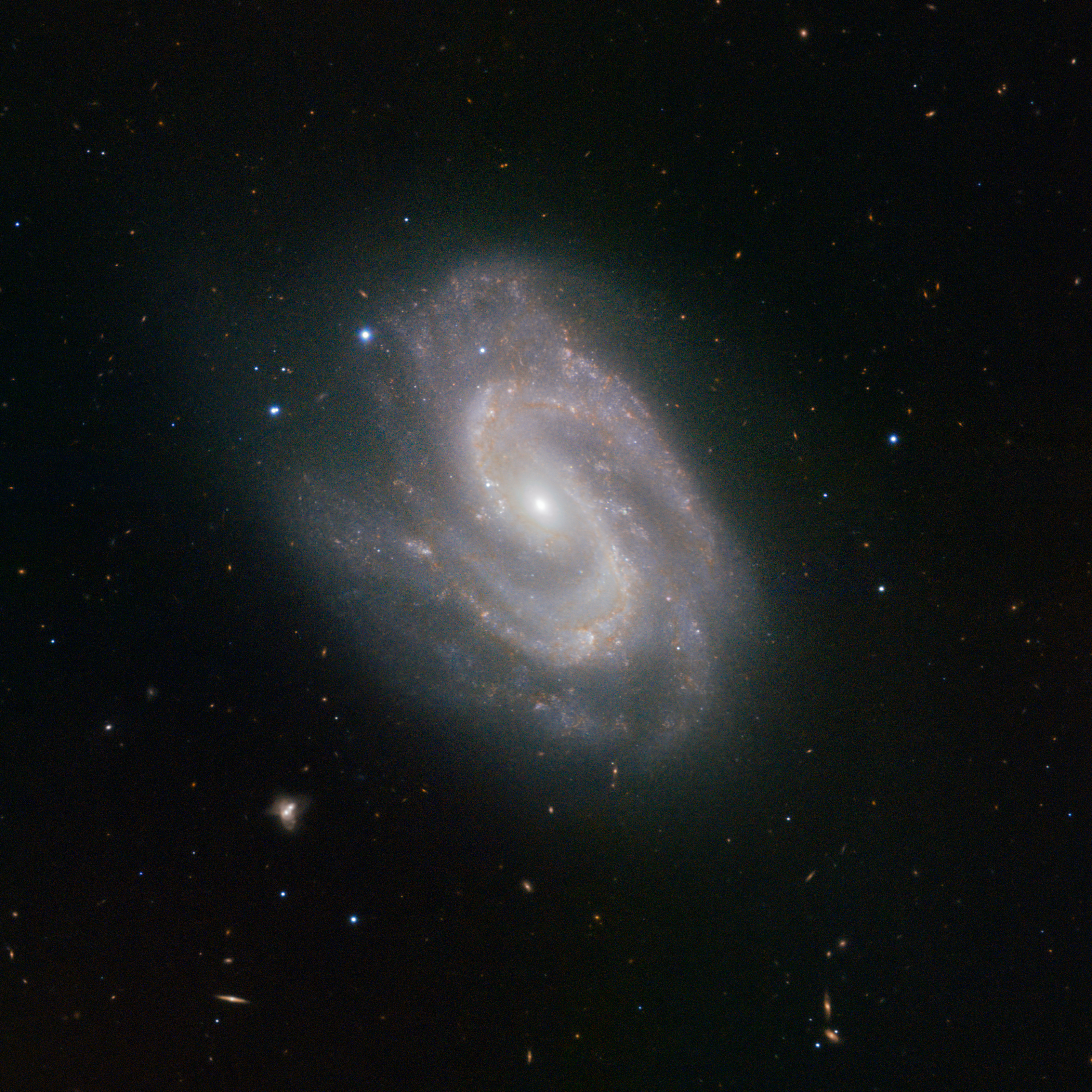
Observatoire européen austral (ESO)
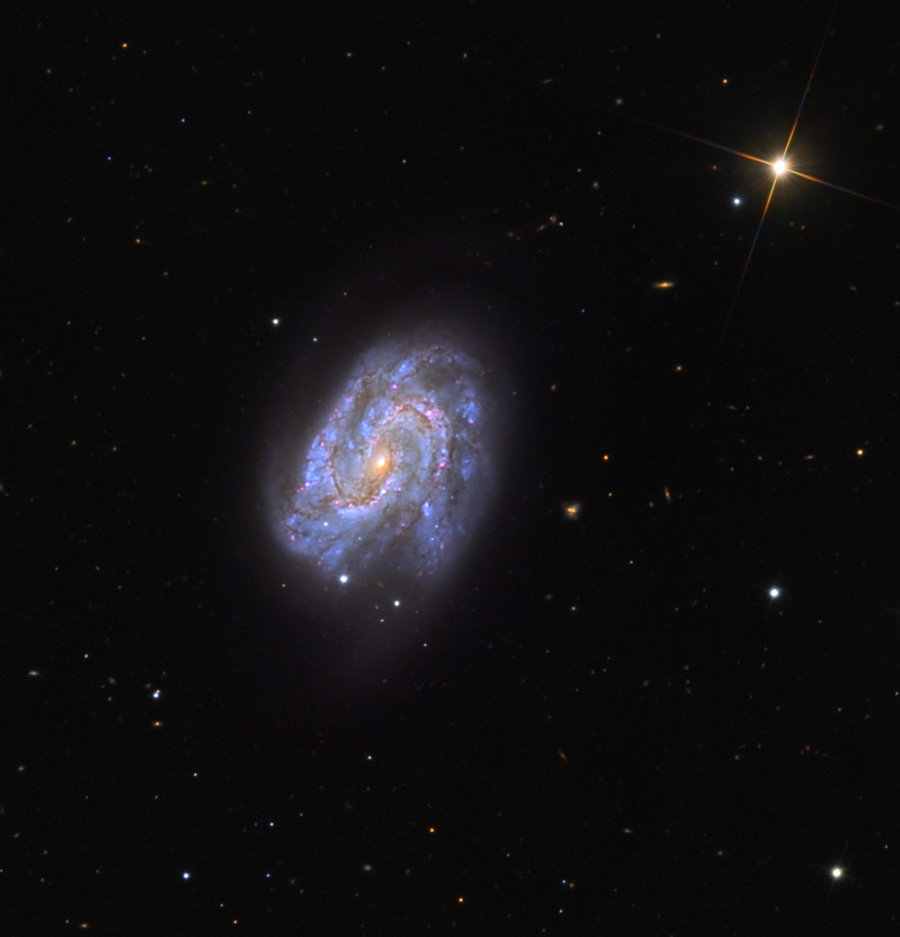
Adam Block/Mount Lemmon SkyCenter/University of Arizona